# Toi
"Toi" (tradução portuguesa  "Tu") foi a canção que representou o Luxemburgo no  Festival Eurovisão da Canção 1975 interpretada em francês por Geraldine, (cantora irlandesa).  A canção tinha letra de Pierre Cour, Bill Martin e Phil Coulter; tinha música de Bill Martin e Phil Coulter que também a orquestrou. De referir que os três autores desta canção tinham um bom currículo no Festival Eurovisão da Canção: Pierre Cour foi responsável pela canção vencedora em 1960: "Tom Pillibi", enquanto Bill Martin e Phil Coulter criaram a canção vencedora em 1967:    "Puppet on a String".
A canção é uma balada de amor, com Geraldine dizendo ao seu amor que "a minha vida não existe sem ti". Geraldine mais tarde casou com um dos compositores da canção:  Phil Coulter.
A canção "Toi" foi a quinta a ser interpretada na noite do evento, a seguir à canção alemã "Ein Lied Kann Eine Brücke Sein, interpretada por Joy Fleming e antes da canção norueguesa "Touch My Life (with summer)", interpretada por  Ellen Nikolaysen.  A canção do Luxemburgo terminou em 5.º lugar, tendo recebido um total de 84 pontos. 